# Synchronizované bruslení

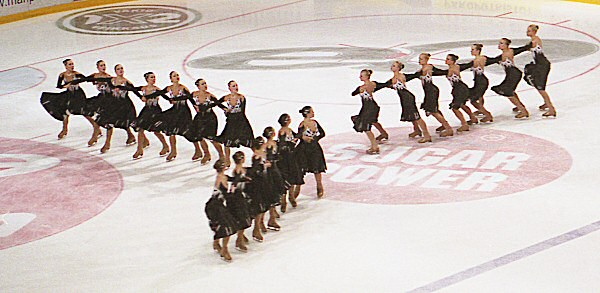
Marigold IceUnity - finská buslařská skupina

Synchronizované bruslení, dříve také skupinové bruslení či přesné bruslení, je kolektivní krasobruslařská sportovní disciplína určená pro 12 - 16 bruslařů, kteří vystupují vždy společně (dříve závodilo minimálně 24 bruslařů, později 20, dnes minimálně 16).

## Historie vzniku
Tato jediná krasobruslařská kolektivní disciplína postupně vznikala od druhé poloviny 50. let 20. století. V té době ve Spojených státech amerických v Michiganu Richard Porter založil první bruslařskou skupinu „Hockettes“.
Jeho skupina nejprve vystupovala pouze exhibičně a zpočátku také nikdo nijak nezávodil, bruslaři vyplňovali, mimo jiné přestávky v hokejových utkáních na Michiganské univerzitě. Nápad se ujal i zalíbil a další univerzitní týmy začaly vznikat jak v USA tak posléze i v Kanadě.
První americké závody se uskutečnily již v roce 1960 v Michiganu, Ohiu a Indianě. První mezinárodní závod se uskutečnil v roce 1976 v Kanadě, již tehdy zde soutěžilo několik desítek týmů. První soutěžní závazná pravidla pak začala vznikat o rok později v roce 1977.
V 80. letech 20. století tato sportovní disciplína začala pronikat z amerického kontinentu do Japonska a Austrálie, v Evropě zakotvila nejprve ve Skandinávii, na přelomu 80. a 90. let postupně pronikla i do dalších evropských zemí.

## Krasobruslařská disciplína
Od roku 1994 byla oficiálně ISU uznána jakožto oficiální krasobruslařská disciplína
Od roku 1998 pak tato sportovní disciplína nese svůj nynější název.
První mezinárodní mistrovství pod patronací Mezinárodní bruslařské unie se uskutečnilo v roce 1996 v Bostonu. První oficiální mistrovství světa se pak konalo pod její patronaci v roce 2000 v americké Mineapolisu, od té doby se mistrovství koná každý rok, v roce 2006 se konalo v Praze.

## Prvky a formace

### Způsoby držení

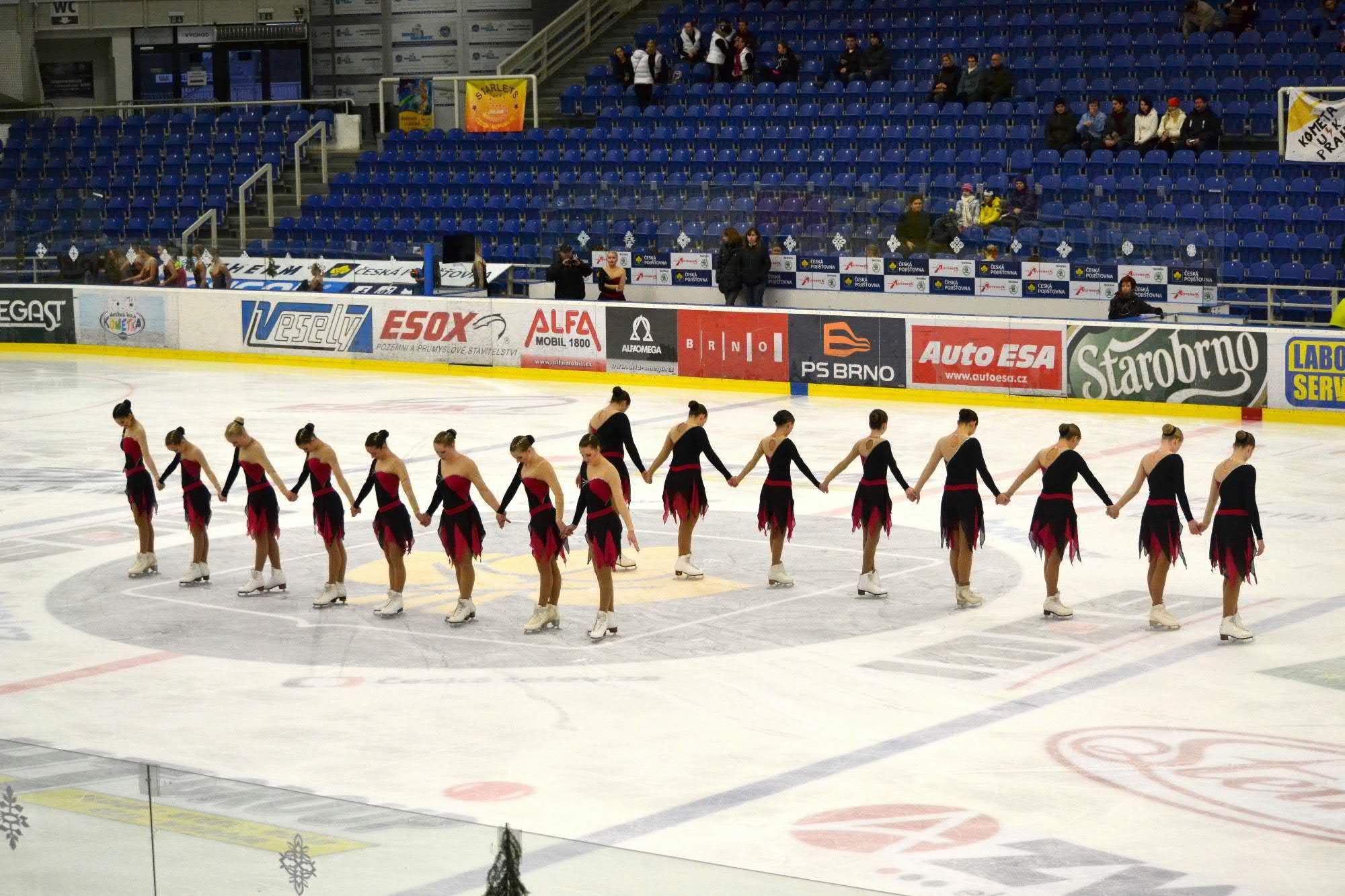
Orion - pardubická bruslařská skupina

K základním způsobům držení mezi bruslaři patří držení za ramena, držení ruka v ruce, držení za zápěstí, předloktí nebo nadloktí. Ke způsobům držení lze zařadit i nedržení, které je velmi často využíváno v krasobruslení.

### Řada
Řada je základní skupinovou formací, ve které jsou bruslaři seřazeni v přímé linii a k jejímu udržení se využívají některé z variant držení. Během pohybu řady mohou bruslaři měnit způsob držení, využívat nejrůznějších krokových variací a směrů jízdy. Vytvoření a udržení jedné dlouhé řady patří k nejobtížnějším variantám řadových formací. Do jízd jsou často zařazovány i formace o dvou a více rovnoběžných i nerovnoběžných řadách.

### Kruh
V kruhových formacích jsou bruslaři vyrovnáni do tvaru jednoho či více kruhů. Tento prvek je možné vytvořit s držením i bez držení mezi jednotlivci. Při kombinaci kruh v kruhu lze využít opačného směru jízdy každého kruhu. K nejobtížnějším variantám patří rotování jednoho velkého kruhu s maximálním povoleným počtem bruslařů.

### Větrník
Větrník se skládá z přímých řad rotujících okolo společného středu. Kolem středu mohou rotovat dvě, tři, dokonce i čtyři řady. Větrník může skupina provést v jakémkoli držení s využitím jízdy vpřed nebo vzad. Směr, způsob držení, rychlost pohybu a sunutí kruhu zvyšují obtížnost této formace.

### Prolínání
Tato formace vytváří tvar trojúhelníku ze tří řad, tvar čtverce ze čtyř řad a bič ze dvou řad. Po prolnutí všech bruslařů musí být i nadále rozeznatelný tvar formace.

### Blok
Blok je tvořen ze čtyř současně se pohybujících řad. Pohyb bloku je možný ve všech základních směrech a jejich obměnách. Držení v jednotlivých řadách bloku může být provedeno nejrůznějšími způsoby a jejich kombinacemi.

## Závody
Obdobně jako u jiných krasobruslařských disciplín se i zde jede nejprve krátký program a poté volná jízda.
Tato sportovní disciplína není na programu zimních olympijských her, v roce 2006 na zimních olympijských hrách v Turíně bylo synchronizované bruslení prezentováno jako ukázkový sport.

### Česko
Závody organizuje Český krasobruslařský svaz.
V České republice jde o poměrně mladou sportovní disciplínu, která u nás začala vznikat až na konci 90. let 20. století.
V roce 2006 se v Praze konalo mistrovství světa této krasobruslařské disciplíny, pravidelně se zde koná Mistrovství
České republiky.
V současné době se v ČR závodí ve věkových kategoriích, mladší žáci, žáci, junioři a senioři, mixed age.